# Eisfeld
Eisfeld est une ville allemande de l'arrondissement de Hildburghausen, en Thuringe.

## Géographie

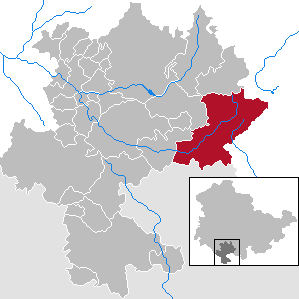
Situation de la ville (en rouge) dans l'arrondissement de Hildburghausen.

Eisfeld est située au sud-est de l'arrondissement et au sud de la forêt de Thuringe, sur le cours supérieur de la Werra et à la limite occidentale des Monts de Thuringe, entre 430 m et 530 m d'altitude. La ville se trouve à la limite avec l'arrondissement de Sonneberg en Thuringe et avec celui de Cobourg en Bavière, à 13 km à l'est de Hildburghausen, le chef-lieu de l'arrondissement, et à 20 km au nord de Cobourg.
La commune est composée de la ville d'Eisfeld et des cinq villages de Harras (610 habitants en 2011), Heid (100), Hirschendorf (207), Waffenrod-Hinterrod (525) et Bockstadt (320).
La ville d'Eisfeld administre aussi la commune indépendante de Sachsenbrunn.
Communes limitrophes (en commençant par le nord et dans le sens des aiguilles d'une montre) : Masserberg, Sachsenbrunn, Bachfeld, Schalkau, Lautertal, Meeder, Bad Rodach, Veilsdorf et Auengrund.

## Histoire

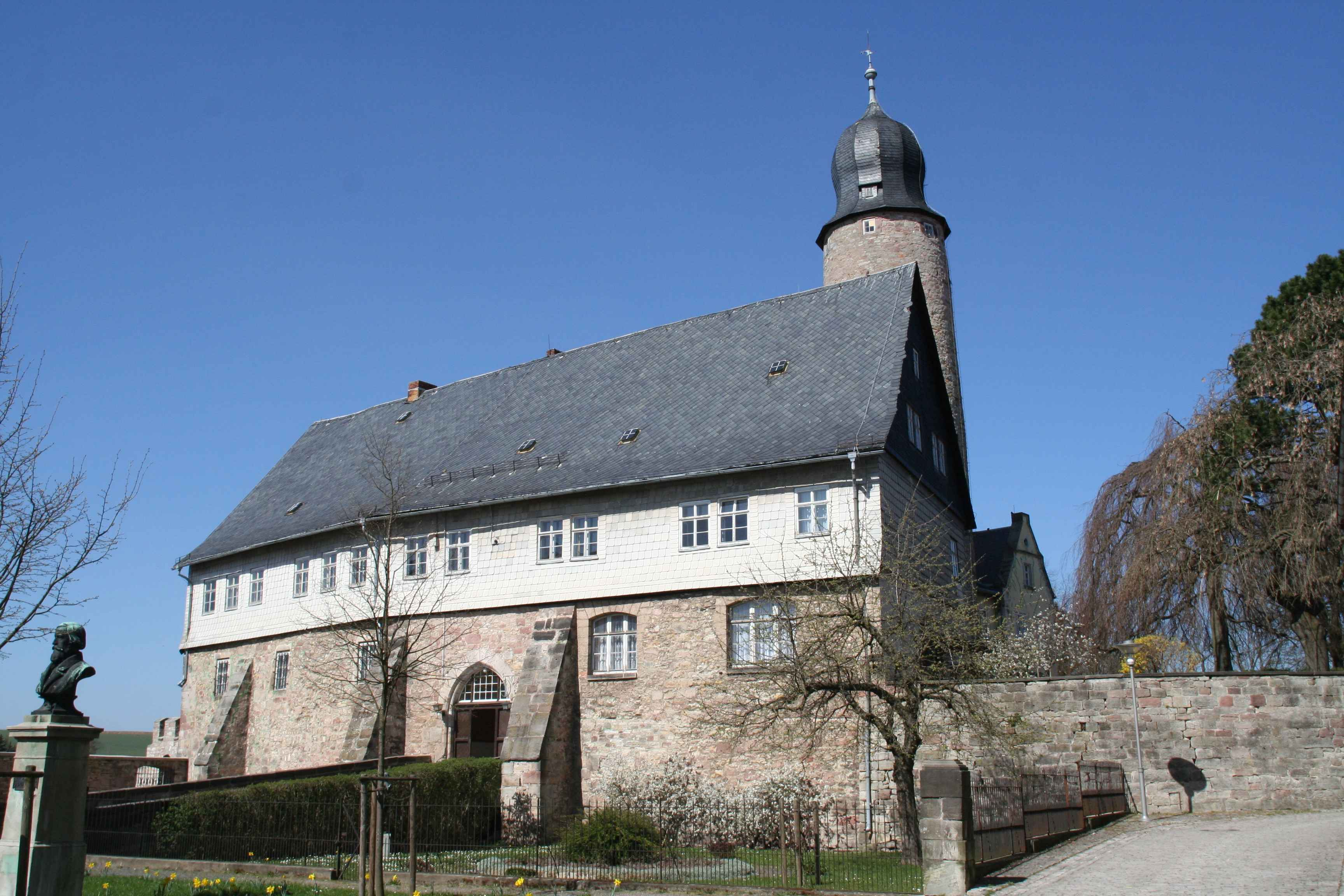
Le château d'Eisfeld

La première mention de la ville d'Eisfeld date de 802 dans un document émanant de l'abbaye de Fulda et concernant un don du comte Erpho. Eisfeld obtient les droits de ville en 1323 et passe en 1375 dans les possessions de la maison de Wettin. À la fin du Moyen Âge, c'est un lieu de marché sur la route reliant Erfurt à Nuremberg.
La Réforme protestante est introduite à Eisfeld dès 1525. Durant la Guerre de Trente Ans, la ville est détruite deux fois et perd les 4/5 de ses habitants. En 1645, elle rejoint le duché de Saxe-Gotha, puis, de 1680 à 1826, le duché de Saxe-Hildburghausen avant d'être intégrée au duché de Saxe-Meiningen dans le cercle de Hildburghausen.
Le poète Otto Ludwig y passe ses années de jeunesse. Une industrie de fabrication de meubles se développe à Eisfeld durant le XIXe siècle et, en 1858, elle est reliée au nouveau réseau de chemin de fer par le Werrabahn.

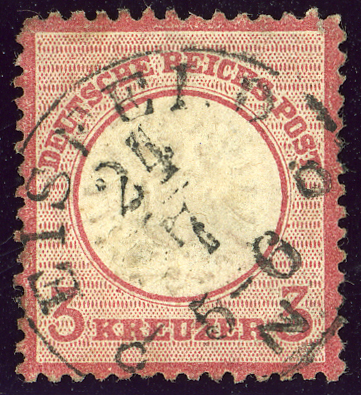
Timbre de 1872, oblitéré EISFELD (au type Thurn und Taxis Sachsen-Meiningen)

Après la Première Guerre mondiale, en 1920, elle fait partie du nouveau land de Thuringe. Dès 1932, un maire nazi est élu à Eisfeld et, pendant la Seconde Guerre mondiale, 733 travailleurs forcés sont utilisés dans les entreprises locales.
La ville est occupée en 1945 par les troupes américaines qui cèdent la place en juillet aux Russes. Eisfeld intègre alors la Zone d'occupation soviétique puis en 1949, la République démocratique allemande (RDA) dans l'arrondissement de Hildburghausen.
Après la réunification de 1989, elle rejoint en 1994 le land de Thuringe recréé et l'arrondissement de Hildburghausen.
Incorporation de communes
- 1957 : Heid=;
- 1993 : Harras, Hirschendorf, Waffenrod, Hinterrod.
- 2013 : Bockstadt.

## Démographie
Comme dans de très nombreuses villes de l'ex-RDA, la population d'Eisfeld est en forte baisse. Si on prend en compte la ville dans ses limites actuelles, elle comptait déjà 5 851 en 1910, 6 262 habitants en 1933 et même 6 379 en 1939, population qui n'a plus jamais été dépassée.

## Politique

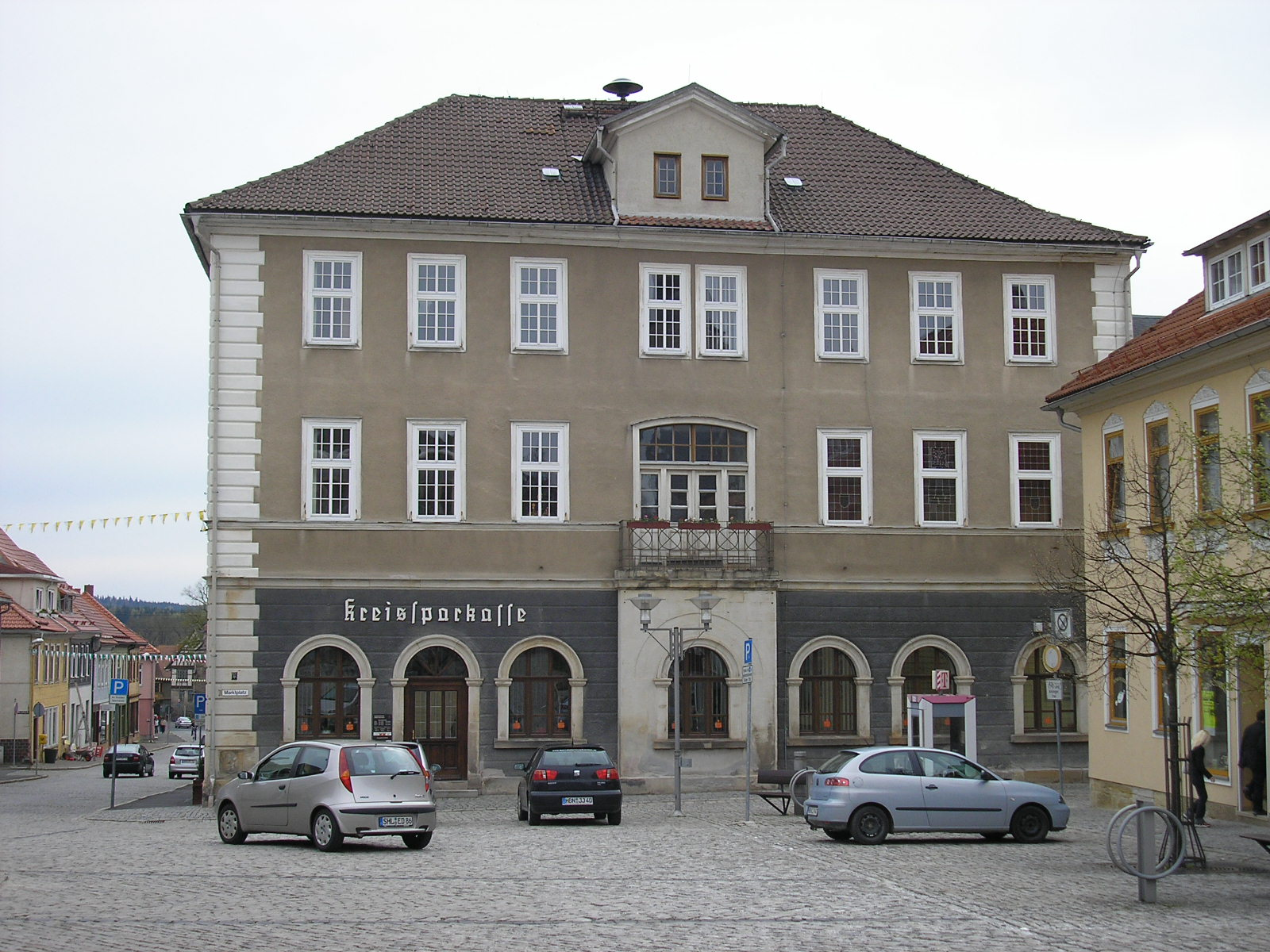
Le Rathaus (Hôtel de Ville)

Le bourgmestre d'Eisfeld élu en 2009 est M. Sven Gregor à la tête d'une liste locale.
Aux élections municipales du 7 juin 2009, les résultats obtenus ont été les suivants :
| Parti     | Nombre de conseillers | Pourcentage de voix |
| --------- | --------------------- | ------------------- |
| EFW       | 9                     | 47,3 %              |
| CDU       | 4                     | 19,1 %              |
| Die Linke | 4                     | 19,1 %              |
| SPD       | 3                     | 14,5 %              |

## Jumelages
La ville d'Eisfeld est jumelée avec :
- Ahorn (Allemagne) depuis 1990 dans l'arrondissement de Cobourg en Bavière ;
- Ham (France) depuis 1995 dans le département de la Somme en Picardie.

## Monuments et manifestations

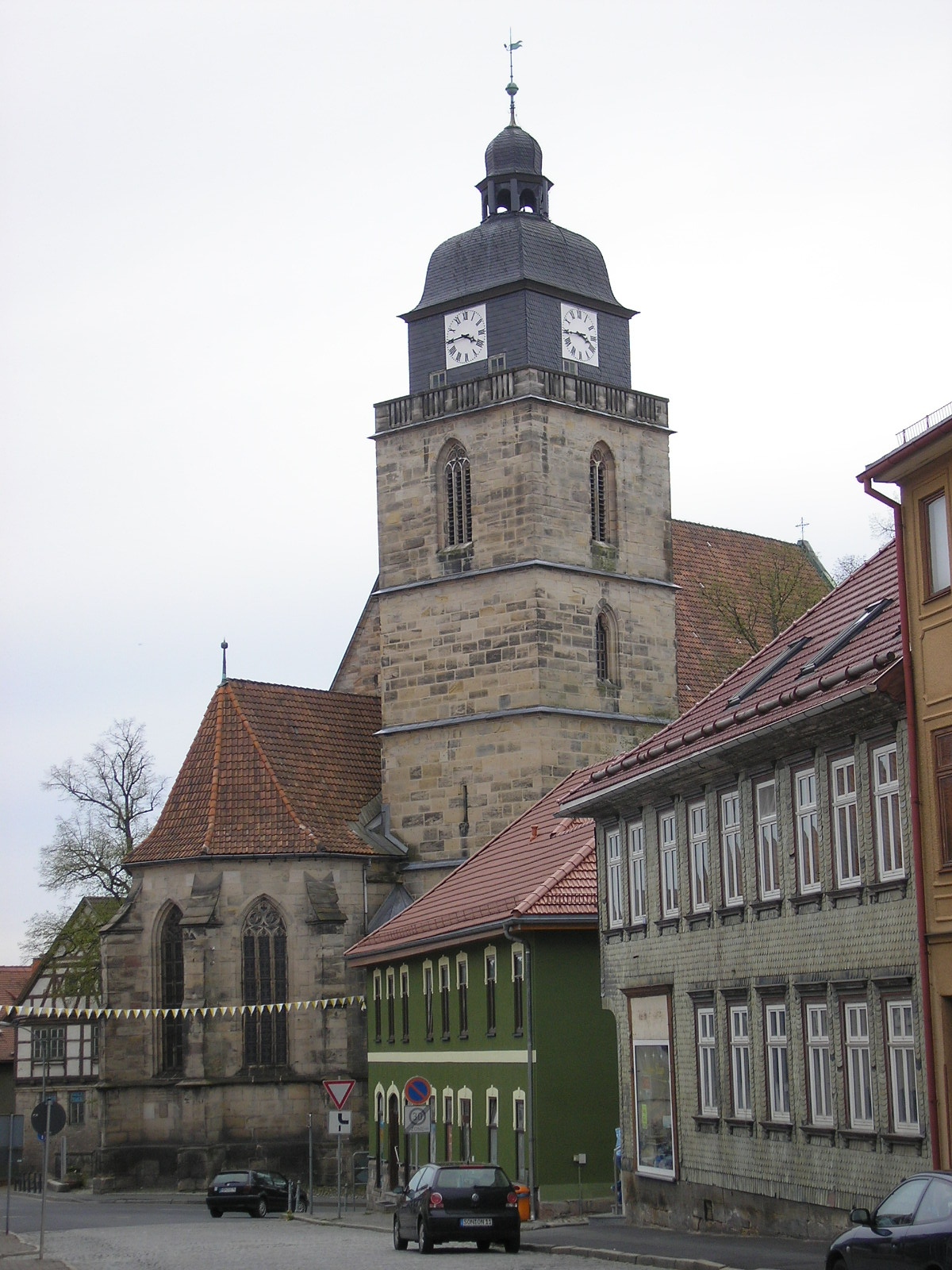
L'église d'Eisfeld

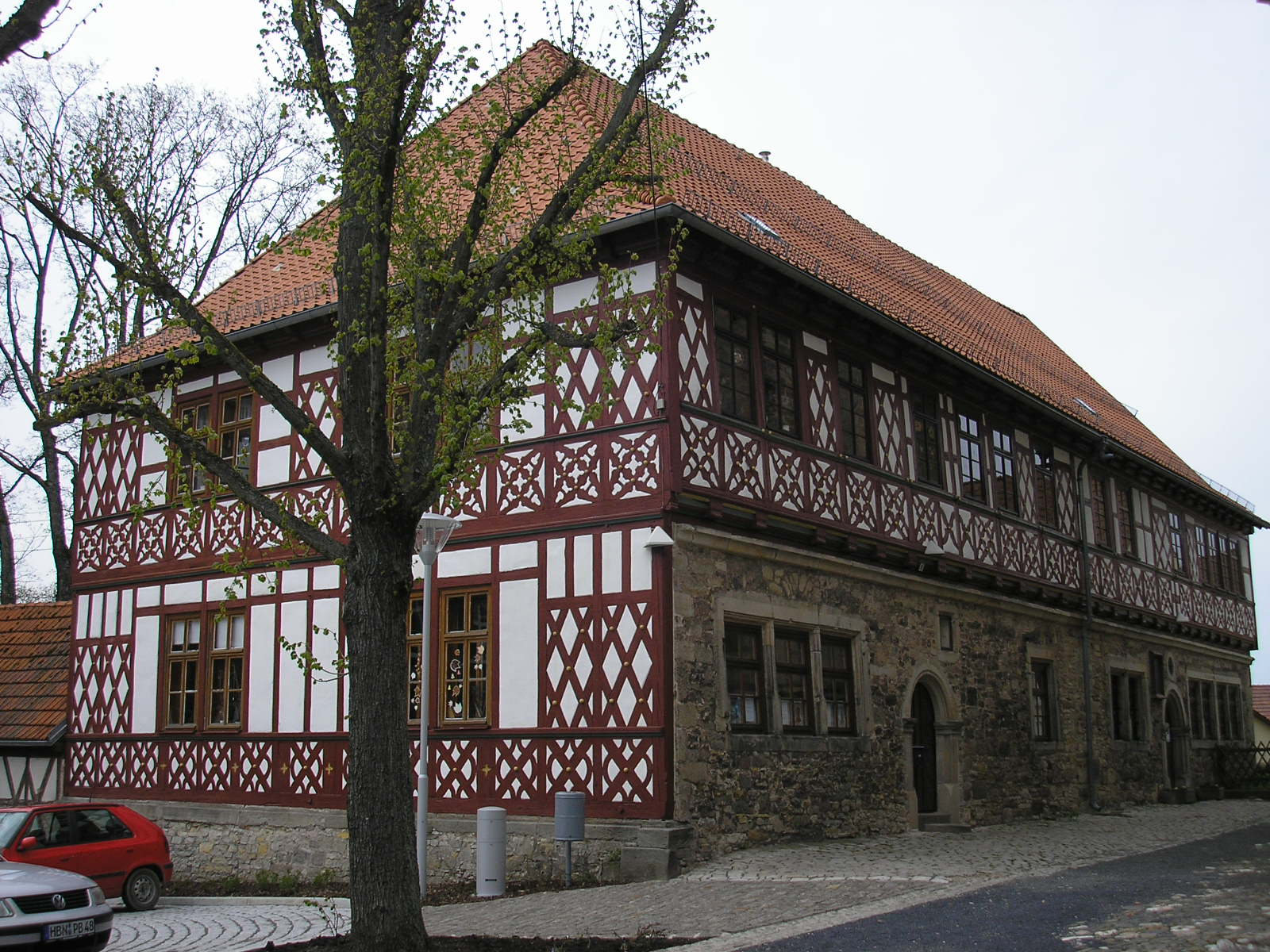
Le presbytère

- Château d'Eisfeld, construit au XIIIe siècle, il devint en 1680 la résidence de la duchesse Sophie-Albertine de Saxe-Hildburghausen. Il a abrité ensuite le tribunal cantonal ainsi que la prison locale. Depuis 1948, c'est un centre culturel qui comporte un musée d'histoire et un musée Otto Ludwig.

- Église de la Trinité St Nicolas construite dans le style gothique thuringien ;

- Monument à Otto Ludwig et maison de famille.

Depuis 1608, Eisfeld célèbre la Pentecôte (Pfingstfeiertag) par une grande fête populaire et des processions religieuses.

## Économie
Une industrie de la porcelaine et de la fabrication de poupées et jouets s'est développée au cours du XXe siècle à Eisfeld.
La grande spécialité de la ville est cependant la mécanique de précision, et notamment l'optique. Une usine du groupe est-allemand VEB Carl Zeiss y est fondée en 1952. On y fabrique des jumelles, des lunettes de visée, des appareils de mesure d'optique, elle emploie en 1980 quelque 1 100 ouvriers et est alors le plus grand fabricant de jumelles en Europe. Elle est rachetée en 1991 par l'entreprise Docter Optics GmbH de Wetzlar qui emploie 550 personnes mais elle est déclarée en faillite en 1995. De nouveau rachetée en 1997 par le groupe Analytik Iena GmbH, elle ne conserve aujourd'hui que 100 ouvriers.

## Communications

### Routes
Eisfeld est un carrefour routier du sud de la Thuringe. Elle est desservie par l'autoroute A73 Suhl-Nuremberg (sorties n°5 Eisfeld-nord et n°6 Eisfeld-süd) et se trouve sur les routes nationales suivantes :
- B4 Cobourg-Erfurt
- B89 Meiningen-Hildburghausen-Sonneberg
- B281 Eisfeld-Saalfeld.

### Voies ferrées
Eisfeld est raccordé au réseau de chemins de fer depuis 1858 et l'ouverture de la Werrabahn ligne Eisenach-Meiningen-Hildburghausen qui fut prolongée en 1909 vers Sonneberg et Cobourg. La desserte de Cobourg a été fermée après 1945 et rouverte après 1989.

## Personnalités
- Justus Jonas (1493-1555), juriste, humaniste, théologien et réformateur mort à Eisfeld ;
- Wolfgang Thierse (1943- ), né à Breslau aujourd'hui Wrocław en Pologne, président du Bundestag de 1998 à 2009, passa son enfance à Eisfeld.

Nés à Eisfeld
- Georg Rhau (1488-1548), éditeur de musique et compositeur ;
- Otto Ludwig (1813-1865), écrivain et critique littéraire.